# Gaurax vittipes
Gaurax vittipes är en tvåvingeart som beskrevs av Curtis W. Sabrosky 1951. Gaurax vittipes ingår i släktet Gaurax och familjen fritflugor.
Artens utbredningsområde är Maine. Inga underarter finns listade i Catalogue of Life.